# Dodiciville
Dodiciville (in tedesco Zwölfmalgreien, italiano fino al 1918 Le Malgreien) fu un comune nel capitanato distrettuale (Bezirkshauptmannschaft) di Bolzano in Tirolo, nell'imperiale e regia (k.u.k.) Austria-Ungheria dal 1849 al 1910, prima di essere incorporato nella Città di Bolzano per volontà popolare. Oggi rimane un comune catastale del capoluogo altoatesino. Nell'ultimo censimento da comune indipendente registrava una popolazione poco inferiore ai 10.000 abitanti, formando così il secondo comune più popolato della conca bolzanina. Nel linguaggio comune in entrambe le lingue tuttavia per Dodiciville viene inteso il centro dell'antico comune (Zollstange/Dogana).

## Posizione e territorio

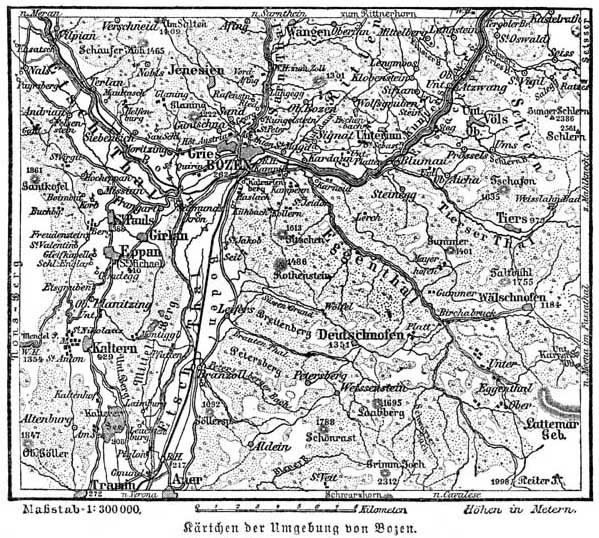
Bolzano e dintorni nel 1895-1900

Il vasto comune di Dodiciville si estendeva da Castel Roncolo al Colle e dall'imbocco della valle dell'Isarco giù fino alla confluenza fra Adige e Isarco circondando per tre lati la città di Bolzano. L'altitudine variava dai 232 metri (l'attuale minimo di Bolzano) della campagna dell'Agruzzo (Grutzen) ai confini con il comune di Laives ai 1.616 metri (l'attuale massimo di Bolzano) del Monte Pozza (Titschen o Kohlerer Berg). Il comune era composto da vari paesi, villaggi, quartieri e masi sparsi.

## Storia

### Toponomastica
Il toponimo Zwölfmalgreien - attestato già nel 1470 come Malgreyen der pharren Potzen aussthalben der stat (parti della parrocchia di Bolzano al di fuori della città), nel 1489 come Zwölf Malgreyden e poi nel 1817 come Malgreyen - deriva dal fatto che il territorio era composto da "dodici" (zwölf) "Malgreien", che all'epoca aveva il significato di "frazioni". Il nome nacque già nel XV secolo, quando nel territorio di Bolzano (all'epoca Dodiciville faceva amministrativamente parte di Bolzano) vennero create le cosiddette Steuerladen, ossia distretti di riscossione delle tasse. Bolzano era divisa in tre Steuerladen: il nucleo originario vescovile detto Stadtgericht ("Giudizio cittadino"), il resto dell'attuale centro storico definito come Dreigassen ("tre vicoli") che includeva anche Gries e Laives (che fino al 1849 faceva parte di Bolzano) e infine la zona rurale a est, a nord e a sud della città, frazioni che venivano chiamate Malgreien. Dapprima fu usato il termine Die Malgreien, poi si sviluppò il termine Zwölfmalgreien. I numerosi immigrati dal Tirolo italiano, ossia il Trentino, che formavano una folta comunità, chiamavano la zona Le Malgreien. Ettore Tolomei non accettò questo termine italiano e ne inventò un altro traducendo "Malgrei" con "Villa" facendo risultare quindi "Dodiciville".

### Dal Medioevo al 1849
Il toponimo "Bauzanum" nacque inizialmente per designare l'intero territorio che andava dall'imbocco delle valli dell'Isarco e del Talvera fino alla confluenza con l'Adige, dagli attuali Cardano (comune di Cornedo all'Isarco) e Castel Roncolo a Laives. Fu con la creazione del nucleo cittadino nella zona d'incontro fra Talvera ed Isarco che il nome "Bauzanum" nelle sue forme più evolute (Botzen o Bozen - più tardi Bolzano o Bolgiano in italiano) incominciò ad essere impiegato per designare la città, che confluì dal XV secolo nel Landgericht Gries-Bozen, il distretto giudiziale territoriale. Fino al 1849 la zona dell'antico comune di Zwölfmalgreien/Dodiciville fu amministrativamente una parte del cosiddetto Magistratsbezirk ("distretto magistrale") di Bolzano. Nel 1849 con la riforma politico-amministrativa voluta dall'Imperatore Francesco Giuseppe Bolzano venne divisa in quattro comuni indipendenti, tra i quali vi fu Dodiciville.

### Dal 1849 all'incorporazione a Bolzano
Da solo il comune si sviluppò poco, ma comunque la sua stretta vicinanza con la più ricca e potente città rimaneva importante. Il centro comunale di Dodiciville, la "Malgrei" chiamata (An der) Zollstange/(Alla) Dogana (l'area attorno all'attuale piazza Dogana) era a pochi passi dal centro di Bolzano e insieme costituivano un unico agglomerato. Episodio degno di nota fu l'arrivo negli anni sessanta del 1800 della stazione ferroviaria, che serviva tutta la conca bolzanina. Nei primi anni del Novecento però crebbe il malcontento nella popolazione di Dodiciville, tanto che nel 1910 venne invocata a gran voce la riunificazione con la città. La riunificazione, approvata dal consiglio di Dodiciville capeggiato da Dr. Franz von Hepperger, avvenne nella notte del 31 gennaio 1911 e fu celebrata con grandi festeggiamenti il 6 gennaio 1911 e nei mesi d'aprile e di maggio susseguenti. L'allora borgomastro di Bolzano, Julius Perathoner, fu uno degli artefici della Groß-Bozen ("Grande Bolzano"), come venne chiamato allora il nuovo territorio: per unire i due centri con una strada fece abbattere alcuni edifici e la casa Amonn di piazza Municipio, che ostruiva il transito, subì un intervento che creò un passaggio dentro al quale venne apposta una targa commemorativa che dice:
Zieh altes Bozen ins neu',

Und dich Bozen der Zukunft gestalte

Tradotto significa all'incirca: Affluisci nuova Bolzano nella vecchia, / Estenditi vecchia Bolzano nella nuova, / E diventa la Bolzano del futuro / con senso civico e fedeltà dei cittadini.

### Dalla Groß-Bozen al 1918

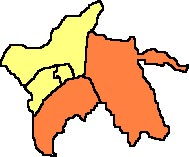
Groß-Bozen, la "Grande Bolzano"

Con l'incorporazione a Bolzano il territorio di Dodiciville si espande con la creazione di nuovi quartieri attigui al centro storico di Bolzano e con l'esplosione demografica si verifica anche lo sviluppo del quartiere Oltrisarco (Oberau) che, come dice il nome, è situato al di là dell'Isarco.

### Dal 1918 ad oggi
Con l'annessione di Bolzano all'Italia anche il comune catastale di Dodiciville subisce numerosi mutamenti, soprattutto con la costruzione della zona industriale di Bolzano. Nel territorio dell'ex comune viene costruito anche l'aeroporto. Nel secondo dopoguerra si svilupparono anche nuovi quartieri residenziali e la zona artigianale e residenziale dei Piani (Bozner Boden). Nella rotatoria di piazza Dogana (Zollstange) un piccolo monumento ricorda l'ex comune con iscritti i nomi delle dodici "Malgreien".

## Demografia
Popolazione del comune di Dodiciville nei censimenti del 1890, 1900 e 1910:
- 1890: 5.276
- 1900: 5.386
- 1910: 9.558

Consistenza delle etnie presenti al censimento del 1910:
- Tedeschi e altri: 89,73%
- Italiani e Ladini: 10,27%

Attualmente la popolazione del comune catastale di Dodiciville oscilla attorno alle 25-26.000 unità e la popolazione di lingua tedesca è tendenzialmente superiore a quella di lingua italiana.

## Le dodici Malgreien

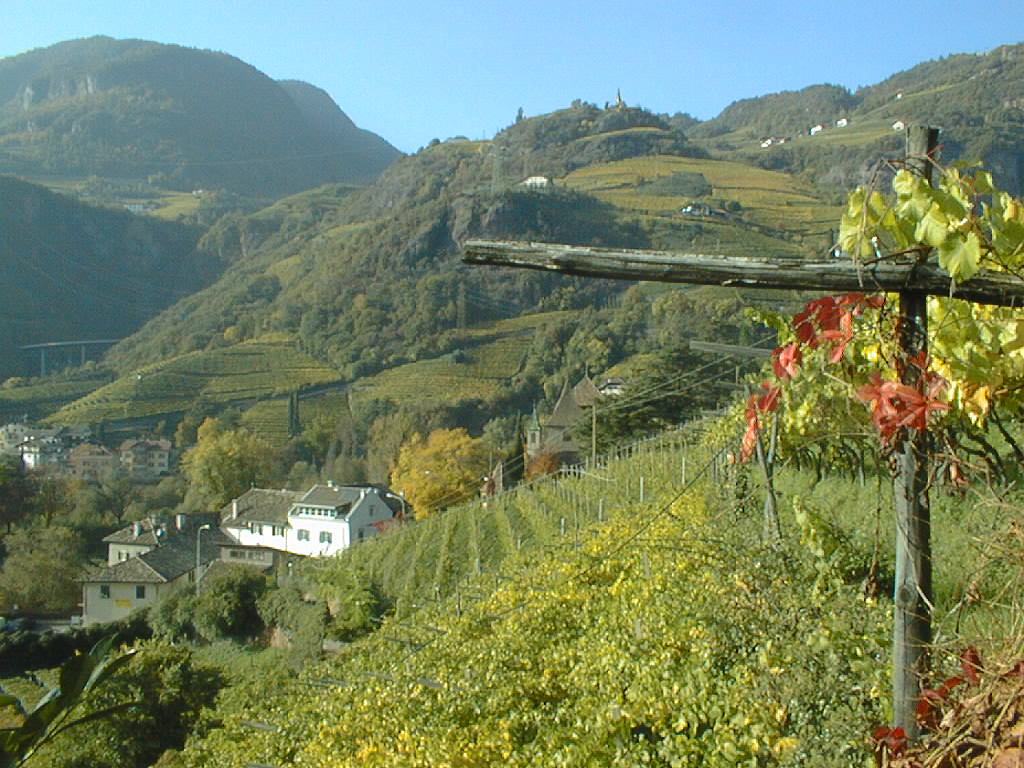
Passeggiata di Sant'Osvaldo (Oswaldpromenade)

- Dogana/Zollstange. Attestato già nel 1310 come Zolstang[7]. Oggi il quartiere viene comunemente chiamato Dodiciville/Zwölfmalgreien. Era la zona attorno l'attuale piazza Dogana e costituiva il centro comunale. L'antico municipio è stato abbattuto.
- San Pietro/St. Peter. Veniva identificata tutta la zona a sud di Castel Roncolo con centro il piccolo quartiere storico di San Pietro presso il ponte Sant'Antonio (St. Antonsbrücke).
- San Giovanni (Villa)/St. Johann (Dorf). Zona ai piedi del Monte Tondo (Hörtenberg) e della passeggiata Sant'Osvaldo (Oswaldpromenade), costruita su iniziativa di Karl Ritter von Müller di Monaco di Baviera e intitolata all'omonima chiesetta scomparsa nel bombardamento del 1944, attorno al quartiere storico di Dorf-Villa con la pregevole chiesetta dedicata a San Giovanni.
- Rencio/Rentsch. L'odierno quartiere di Rencio che si estende dal rio Rivellone (Rivelaun-Bach) al quartiere, includendo anche gli attuali Piani/Bozner Boden.
- Santa Maddalena/St. Magdalena (Prazöll). Zona viticola di grande importanza conserva ancora oggi il suo aspetto originario. La località veniva chiamata Prazöll, oggi viene designata semplicemente con il nome della chiesetta dedicata alla Maddalena.
- Santa Giustina/St. Justina. Condivide con Leitach la "coda" dell'attuale comune di Bolzano ed è la zona attorno alla località suburbana di Santa Giustina (St. Justina).
- Leitach. Località costituita dalla piccola località omonima, con la chiesetta di S. Giorgio in Wangg (St. Georg in Wangg) ed il territorio ad est e ad ovest.
- Isarco (Campiglio)/Eisack (Kampill). La zona al di là dell'Isarco con la tardoromanica chiesetta di S. Martino.
- Campegno (con il Colle)/Kampenn (mit Kohlern). La zona collinosa tra il fondovalle ed il Colle comprendendo la montagna di Bolzano. Il Colle venne collegato a Campiglio nel 1908 grazie alla funivia.
- Virgolo/Virgl. Rupe collinosa che sovrasta Bolzano, collegata fino al 1945 da una funicolare e tra il 1957 e il 1976 da una funivia.
- Aslago/Haslach. Zona pedemontana oggi popoloso quartiere. Nel dopoguerra vennero costruiti numerosi caseggiati per trovare una sistemazione agli Optanten in ritorno. Sopra una rupe è presente l'edificio più alto dell'ex comune, di dodici piani.
- Oltrisarco (San Giacomo)/Oberau (St. Jakob in Unterau). Includeva gli insediamenti di Oltrisarco e di San Giacomo sulla strada per il Brennero nonché la campagna di Bolzano Sud (Grutzen-Agruzzo).